# Paralelo 66 N
O Paralelo 66 N é um paralelo no 66° grau a norte do plano equatorial terrestre.

## Dimensões
Conforme o sistema geodésico WGS 84, no nível de latitude 66° N, um grau de longitude equivale a 45,41 km; a extensão total do paralelo é portanto 16.346 km, cerca de 40,8 % da extensão do Equador, da qual esse paralelo dista 7.323 km, distando 2.679 km do polo norte.

## Cruzamentos
A partir do Meridiano de Greenwich, seguindo para o leste, esse paralelo 66° passa por:
| País, território ou mar  | Notas |
| ------------------------ | --- |
| Oceano Atlântico         | Mar da Noruega |
| Noruega                  | Ilhas Herøy på Helgeland, Nordland                                                                                            |
| Suécia                   | Norte - Lapônia, Älvsbyn, Haparanda                                                                                           |
| Finlândia                | Norte - Lapônia, Tornio |
| Rússia                   | Carélia |
| Mar Branco               | |
| Rússia                   | Arkhangelsk até Chukotka |
| Golfo de Anadyr          | |
| Rússia                   | Península de Chukotka |
| Golfo de Anadyr          | |
| Rússia                   | Península de Chukotka |
| Estreito de Bering       | |
| Estados Unidos           | Alaska |
| Canadá                   | Yukon Territórios do Noroeste Yukon Territórios do Noroeste Yukon Territórios do Noroeste, inclui Grande Lago do Urso Nunavut |
| Estreito de Roes Welcome | |
| Canadá                   | Ilha Branca (Nunavut), Nunavut                                                                                                |
| Estreito Frozen          | |
| Canadá                   | Ilha Vansittart (Nunavut), Nunavut                                                                                            |
| Bacia de Foxe            | |
| Canadá                   | Ilha Baffin, Nunavut |
| Estreito Cumberland      | |
| Canadá                   | Ilha Baffin, Nunavut |
| Oceano Atlântico         | Estreito de Davis, Mar do Labrador                                                                                            |
| Gronelândia              | |
| Oceano Atlântico         | |
| Islândia                 | Península de Vestfirðir |
| Baía de Húnaflói         | |
| Islândia                 | extremo norte |
| Oceano Atlântico         | Mar da Noruega |